# 都塚
都塚（みやこづか）は、大阪府八尾市の地名。現行行政地名は都塚一丁目から都塚四丁目と大字都塚。住居表示は未実施。

## 歴史
令制国一覧 > 畿内 > 河内国 > 若江郡 > 都塚村ほか
当地に5つの塚（弁天塚、祇園塚、都塚、大塚など）があり、そのうちの一つが当地の地名の由来とされる。別の伝承では十塚ありそれが訛って都塚と呼ばれるようになったとされる。なお、塚が何であるか（古墳だったかどうか）は不明。『河内名所図絵』ではこの地が由義宮の故跡としているがこの地も範囲に含まれていたかどうかは不明。
正保郷帳の写しとされる河内国一国村高控帳石高は336石余。江戸時代における支配者は最初は幕府直轄、寛文2年から大坂城代役知、その後支配者が頻繁に変わり、慶応2年に下野高徳藩領となり幕末に至る。明治期の市町村制施行により曙川村の大字となる。昭和30年に八尾市の大字となり、昭和54年（1979年）に町名地番改正が行われ、一部が八尾木東・東弓削に分割され、丁目表示されるようになった。
2019年（令和元年）12月20日 - 曙川南土地区画整理事業換地処分に伴い、大字都塚の一部を都塚北二丁目、都塚二丁目の一部を都塚三丁目に分離。

## 地理
玉串川の西側、大阪外環状線が北東-南西に貫いているが沿道はほとんど田畑であり商店はほとんど無く住宅も1,2丁目に集在している。

## 世帯数と人口
2020年（令和2年）3月31日現在（八尾市発表）の世帯数と人口は以下の通りである。
| 大字・丁目 | 世帯数  | 人口  |
| ---------- | ------- | ----- |
| 都塚       | 51世帯  | 76人  |
| 都塚一丁目 | 122世帯 | 237人 |
| 都塚二丁目 | 59世帯  | 135人 |
| 都塚三丁目 | 12世帯  | 36人  |
| 都塚四丁目 | 0世帯   | 0人   |
| 計         | 244世帯 | 484人 |

### 人口の変遷
国勢調査による人口の推移。
| 1995年（平成7年）  | 623人 | [ 6 ]  |  |
| 2000年（平成12年） | 532人 | [ 7 ]  |  |
| 2005年（平成17年） | 489人 | [ 8 ]  |  |
| 2010年（平成22年） | 469人 | [ 9 ]  |  |
| 2015年（平成27年） | 399人 | [ 10 ] |  |

### 世帯数の変遷
国勢調査による世帯数の推移。
| 1995年（平成7年）  | 207世帯 | [ 6 ]  |  |
| 2000年（平成12年） | 164世帯 | [ 7 ]  |  |
| 2005年（平成17年） | 155世帯 | [ 8 ]  |  |
| 2010年（平成22年） | 157世帯 | [ 9 ]  |  |
| 2015年（平成27年） | 139世帯 | [ 10 ] |  |

## 学区
市立小・中学校に通う場合、学区は以下の通りとなる（2020年5月時点）。
| 大字・丁目 | 番・番地等                                                           | 小学校               | 中学校               |
| ---------- | -------------------------------------------------------------------- | -------------------- | -------------------- |
| 都塚       | 12〜13・16～82番地 84～108・202～208番地 11・14〜15番地 209～212番地 | 八尾市立曙川小学校   | 八尾市立曙川南中学校 |
| 都塚       | 109〜110・112～139番地 141～144・200〜201番地                        | 八尾市立曙川東小学校 | 八尾市立曙川南中学校 |
| 都塚一丁目 | 全域                                                                 | 八尾市立曙川東小学校 | 八尾市立曙川南中学校 |
| 都塚二丁目 | 全域                                                                 | 八尾市立曙川東小学校 | 八尾市立曙川南中学校 |
| 都塚三丁目 | 全域                                                                 | 八尾市立曙川東小学校 | 八尾市立曙川南中学校 |
| 都塚四丁目 | 全域                                                                 | 八尾市立曙川東小学校 | 八尾市立曙川南中学校 |

## 事業所
2016年（平成28年）現在の経済センサス調査による事業所数と従業員数は以下の通りである。
| 大字・丁目         | 事業所数 | 従業員数 |
| ------------------ | -------- | -------- |
| 都塚               | 7事業所  | 74人     |
| 都塚一丁目・二丁目 | 7事業所  | 72人     |
| 計                 | 14事業所 | 146人    |

## 施設
- 都留美島神社（3丁目）
若江郡の式内社で都塚地区の産土神。神社のある地の塚を都塚と呼んでいた。

## 交通

### 主要道路
- 国道170号大阪外環状線

## その他

### 日本郵便
- 郵便番号 : 581-0023[2]（集配局：八尾郵便局[13]）。